# 梅免
梅免（?—?），西汉南阳郡（治今河南南阳）人，汉武帝时农民起义领袖。
汉武帝在位后期，赋税徭役繁重，人民生活痛苦，纷起反抗。天汉年间，梅免为反抗酷吏暴政，与同郡百政聚众千人，各在其地领导农民起义，活动于南阳地区。进攻城邑，夺取仓库兵器，释放死罪囚犯，缚辱郡守都尉，诛杀二千石官吏，声势浩大，官府不能制。汉武帝派御史中丞、丞相长史督军进攻，后来再派光禄大夫范昆等穿着绣衣持节，用虎符发兵，颁布“沉命法”，进行残酷镇压。数年后梅免、百政起义失败。